# Десница Иоанна Крестителя

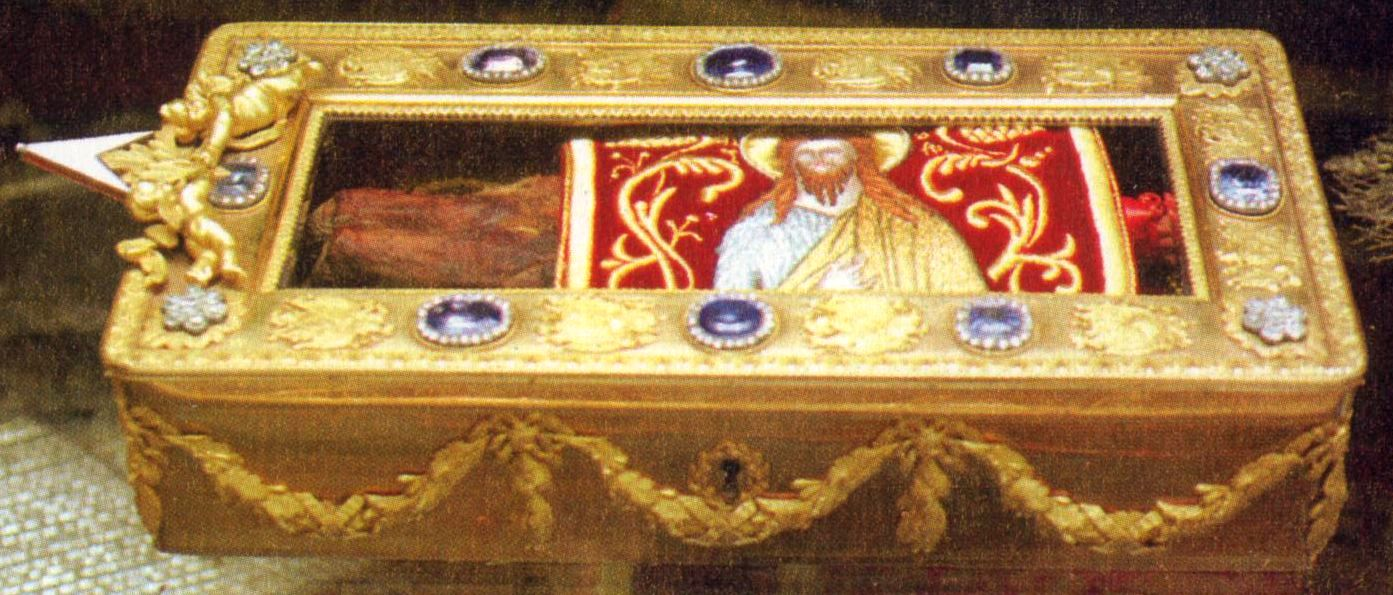
Десница Иоанна Крестителя

Десница Иоанна Крестителя — нетленная правая рука святого пророка Иоанна Крестителя. Одна из самых почитаемых святынь христианского мира, так как согласно Библии Иоанн Креститель возложил правую руку на голову Иисуса Христа во время Крещения.

## История
Десница Иоанна Крестителя, заключённая в золотой ковчег, не имеет двух пальцев — мизинца и безымянного. Мизинец сегодня находится в музее Стамбула. Безымянный — в итальянском городе Сиене.
Святой евангелист Лука перенёс правую руку Иоанна Крестителя в Антиохию, где та хранилась около десяти веков. Когда к власти пришёл Юлиан Отступник, мощи святых извлекались из могил и сжигались. Христиане города спрятали святую руку в одной из башен города (по другой версии, рука до гибели Юлиана Отступника хранилась в Александрии).
После падения Антиохии в X веке Десницу переправили в Халкидон, а позднее в Константинополь. После захвата турками Константинополя в 1453 году рука была переправлена на остров Родос. Когда турки в 1522 году захватили Родос, святыню переправили на Мальту.
В 1799 году Мальтийский орден передал Десницу в Россию, когда российский император Павел I стал великим магистром ордена. Для реликвии был изготовлен золотой ковчег и написана особая служба на Пренесение честныя руки Предтечевы. В 1918 году с благословения Святейшего Патриарха Тихона по ходатайству митрополита Вениамина Десная рука Предтечи вместе с Филермской иконой Божией Матери и частью Древа Животворящего Креста Господня были переданы из Московского Кремля в Гатчинский Павловский собор. В октябре 1919 г., ввиду наступления красных, настоятелем собора протоиереем Иоанном Богоявленским и генералом Н. Н. Юденичем святыни были увезены в Ревель, а далее генерал Н. Н. Юденич перевез святыню через Швецию в Данию, где передал святыню Вл. Княгине Ольге Александровне (вместе с другими святынями Мальтийского ордена). Из Дании Вл. Княгиня Ольга Александровна перевезла святыню в Белград.
В 1951 году югославские чекисты реквизировали десницу в хранилище государственного исторического музея в Цетинье. Вплоть до 1993 года десница считалась утерянной навсегда. Обнаружили её лишь в Цетинском монастыре Черногории.
В июне 2006 года Десница начала своё путешествие по 10 городам России, Белоруссии и Украины.
Как символ, Десница Иоанна Крестителя изображена на многих гербах (например, города Сен-Жан-де-Морьен во Франции) и вплоть до клейма на французских ножах Opinel.

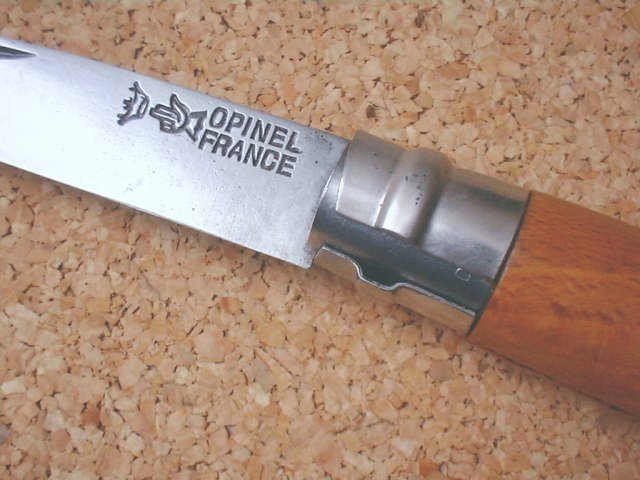
Клеймо на клинке крупным планом

## Идентичность
Турки утверждают, что правая рука Иоанна Крестителя находится у них в музее наряду с частью черепа. Также коптский монастырь Святого Макария утверждает, что рука находится у него. При этом известно о существовании 11 указательных пальцев Иоанна Крестителя.